# Домингес, Хуан
Хуан Домингес Ламас (исп. Juan Domínguez Lamas; род. 8 января 1990) — испанский футболист, полузащитник клуба «Реус Депортиу».

## Карьера
Домингес родился в Пуэнтедеуме, Галисия. После выпуска из юношеской академии «Депортиво Ла-Корунья» и игр за резервный состав, он дебютировал за основную команду 13 декабря 2009 года, заменив легенду клуба, Хуана Карлоса Валерона, на 55 минуте матча против «Альмерии» (1-1). Сезон 2009/10 он закончил, проведя 13 матчей (8 в старте, 744 минуты на поле) и помог клубу удержаться в Примере.
25 ноября 2011 года Домингес забил свой первый гол на профессиональном уровне в ворота той же «Альмерии» (3-1). Спустя месяц он продлил контракт с клубом до 2015 года, а летом 2015 года - ещё на три года.